# Kolartorp, Huddinge kommun

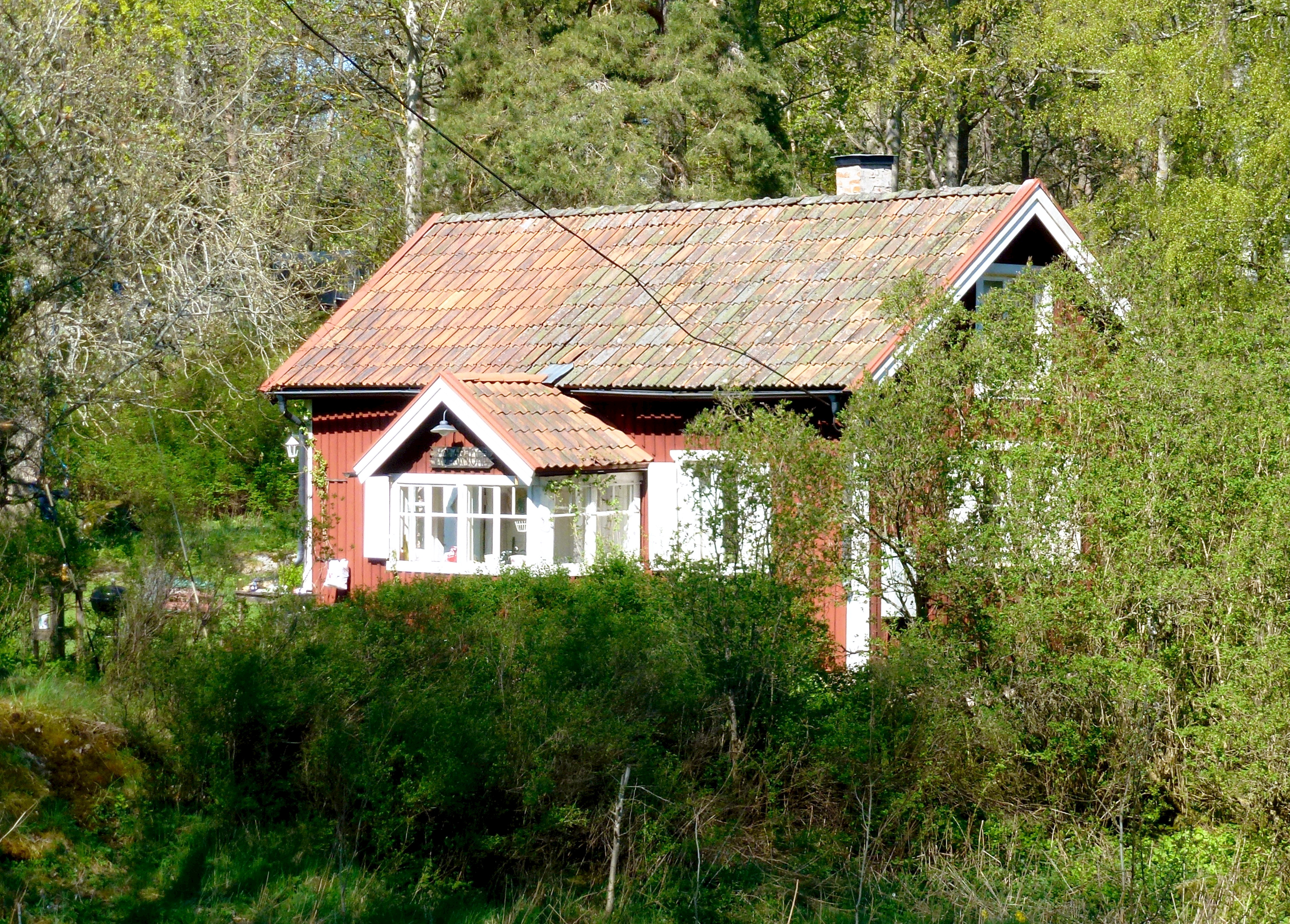
Kolartorp i maj 2012.

Kolartorp (även kallat Kålartorp, Crone och Ryttartorp No 2) är ett torp beläget i kommundelen Segeltorp i Huddinge kommun, Stockholms län.

## Historik

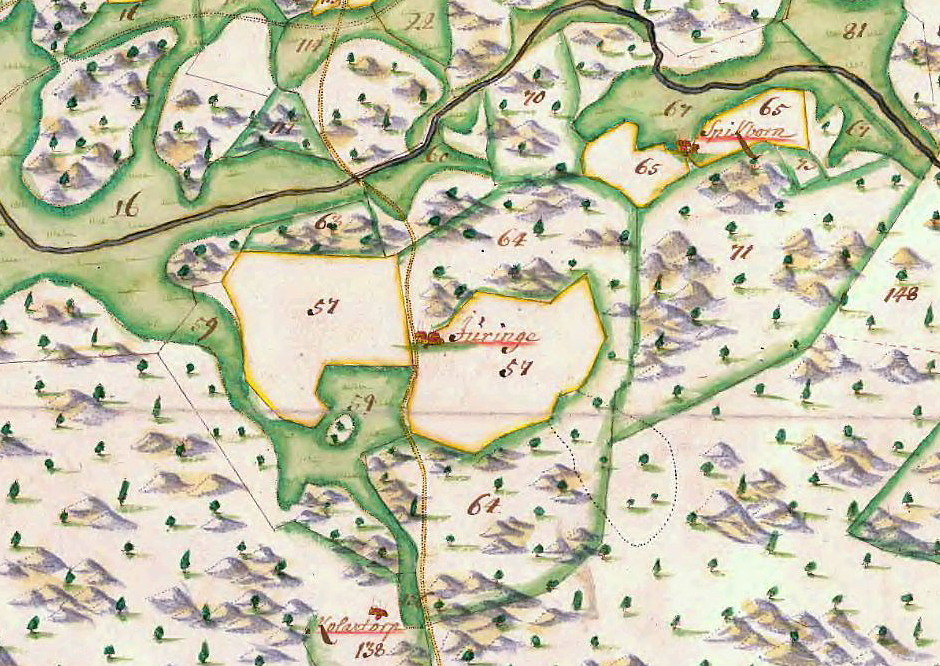
General Carta Vårby 1703 med Juringe, Kolartorp och Spikborn

De många olika namnen för torpet illustrerar dess historiska funktion genom tiden. Torpet återfinns i husförhörslängderna sedan 1650 och i jordeboken från 1749 anges Crone som frälse under Vårby gård. Torpet var sannolikt bostad för gårdens kolare, därav namnet "Kolartorp".
År 1790 ändrades torpets namn till Ryttartorp No 2. Det fungerade som rusthåll i livkompaniet av Livregementets Dragoner under Vårby säteri. Soldaterna på torpet hade namnet Wård eller Wårberg även när ryttarna ersattes av grenadjärer. Den siste ryttaren var Carl Wård, född 1788, och den siste grenadjären var Johan E. Lindblom Wårberg, född 1805. Tjänsten drogs in 1836, därefter bodde torpare i huset. Den siste torparen var Jan Erik Jansson, född 1810, och hans hustru Carolina Sofia, född 1850, de hade tre hemmavarande barn.
Byggnaden har ombyggts flera gånger, bland annat år 1790 då det blev ett ryttartorp. Det nuvarande utseendet härstammar troligen från en ombyggnad under 1900-talet. Till miljön hör även en ladugård i timmer och omkringliggande skogs- och hagmarker. Torpet är numera privatbostad. "Kolartorpsvägen" i Segeltorp har sitt namn efter torpet, men adressen är Ryttarhalsvägen 6 (brandutryckningsvägen mellan Snättringe och Segeltorp).

### Särskilt värdefull kulturmiljö
Enligt kommunen utgör Kolartorp med omgivning en särskilt värdefull kulturmiljö. Bedömningen lyder:
| ” | Kolartorp med omkringliggande kulturlandskap är unik, då stora delar av Huddinges torpmiljö idag inte finns kvar, och att det berättar om en typisk torpmiljö i anslutning till ett större säteri. | „ |

## Bilder

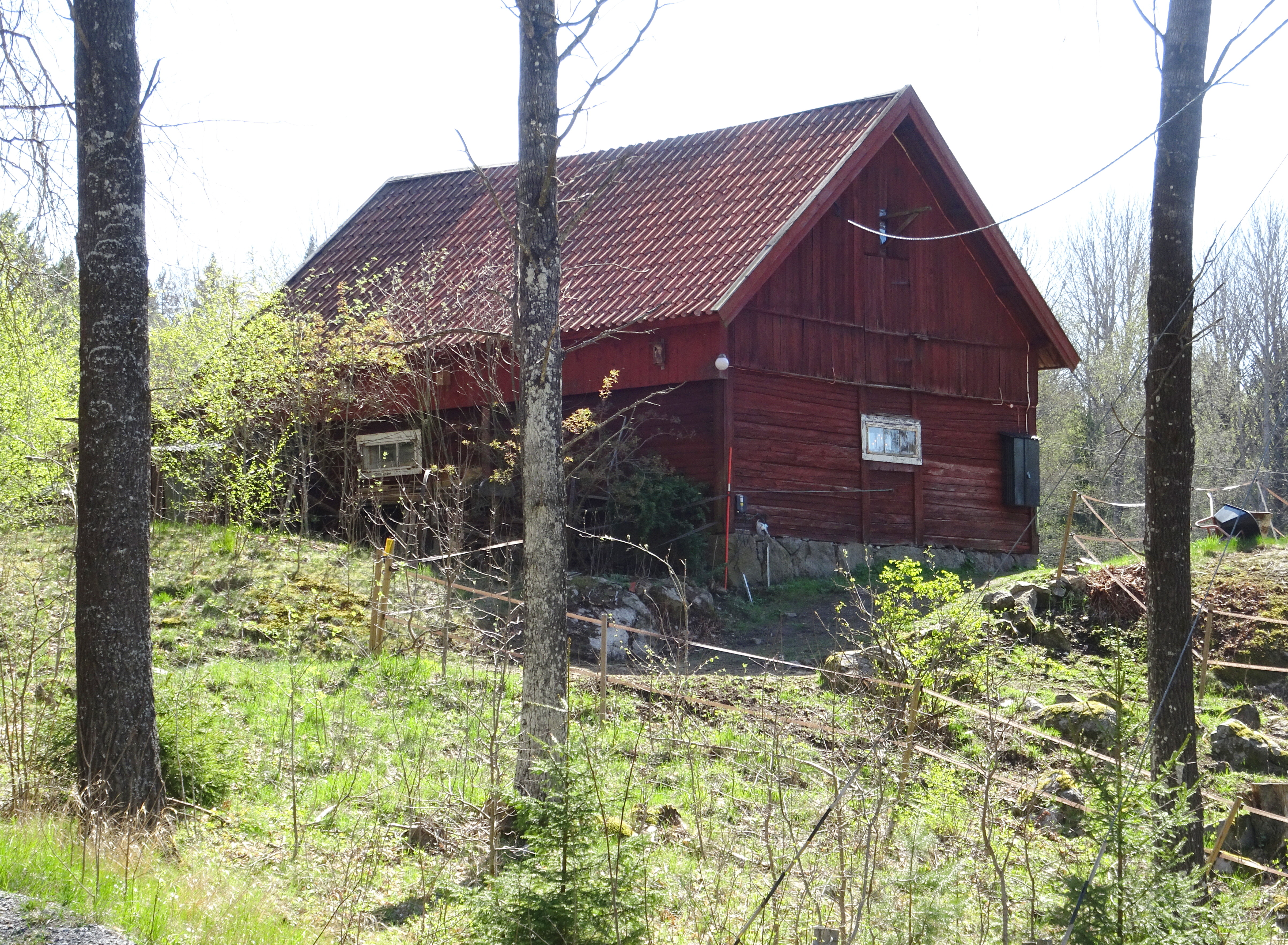
Torpets gamla lada byggd i skiftesverk.
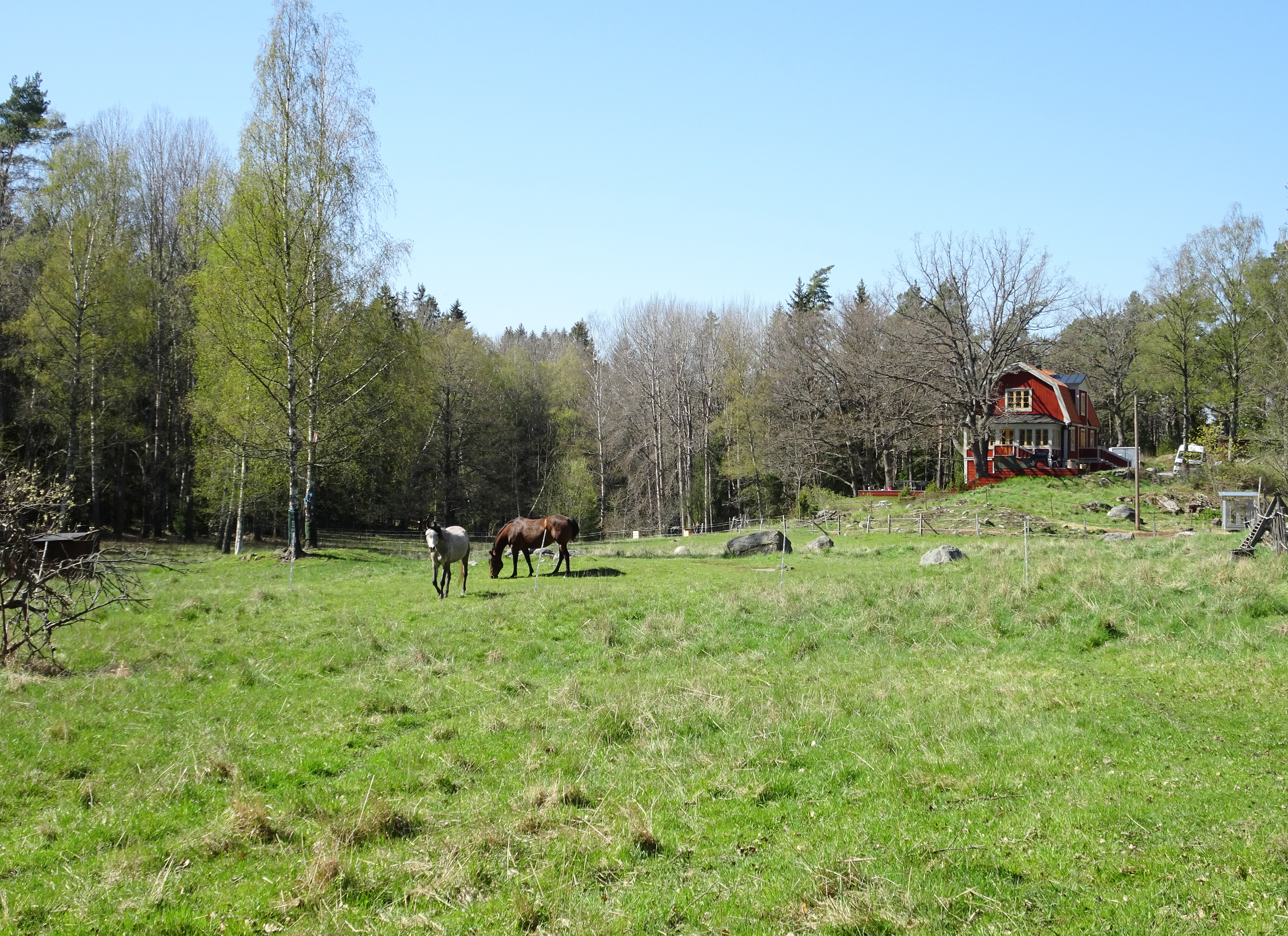
Torpets kulturlandskap, bostadshuset i bakgrunden är från 1920-talet.
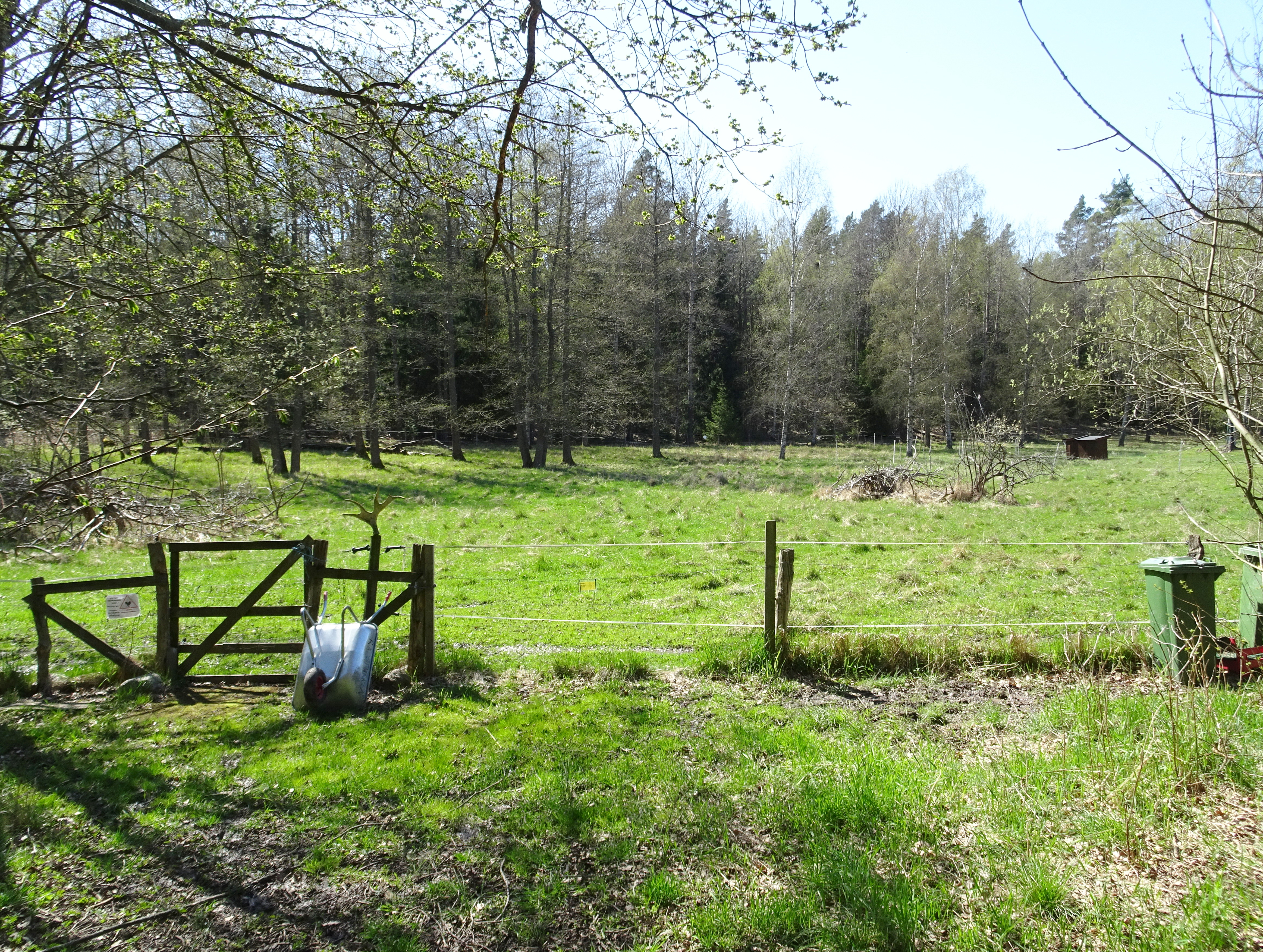
Torpets hagmark.
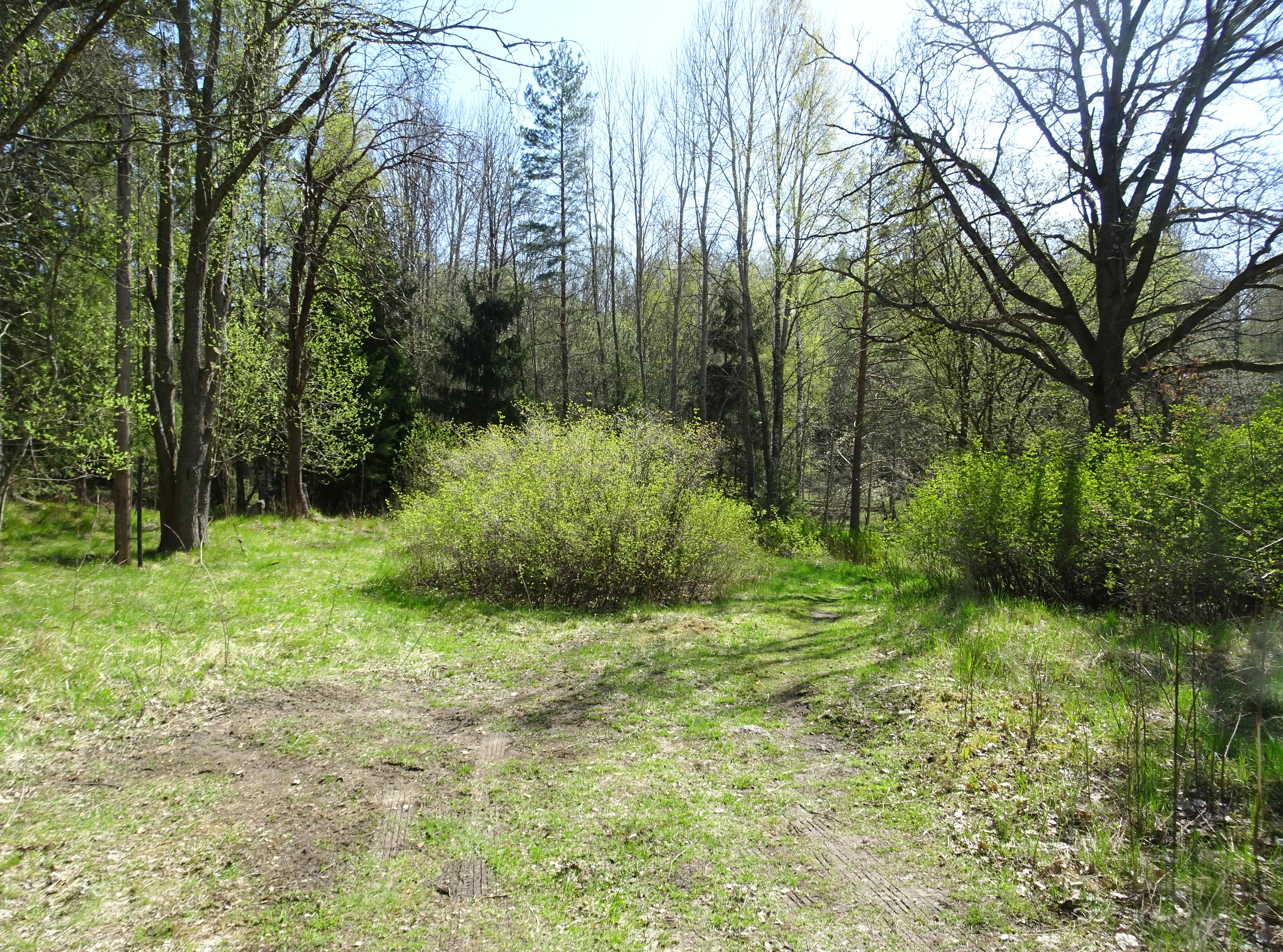
Ängsmark och äldre vägsträckning.